# Platt, Kent
Platt (även: St Mary's Platt) är en ort och civil parish i grevskapet Kent i sydöstra England. Orten ligger i distriktet Tonbridge and Malling, cirka 9,5 kilometer öster om Sevenoaks och cirka 6 kilometer väster om West Malling. Civil parishen hade 1 796 invånare vid folkräkningen år 2021.
I civil parishen ligger även orten Crouch samt en del av orten Wrotham Heath.